# Marquesado de Pallars
El marquesado de Pallars es un título nobiliario español otorgado en 1491 por el rey Fernando II de Aragón, el Católico a favor de Juan Ramón Folch IV de Cardona, I duque de Cardona, XXI conde de Pallars Sobirá, VI conde de Prades, gran condestable y lugarteniente de Aragón.
El marquesado de Pallars se creó en permuta del condado de Pallars Sobirá, título surgido en el siglo X como parte de la Marca Hispánica del Imperio Carolingio. El último conde de Pallars Subirá fue el mismo Juan Ramón Folch de Cardona, elevado a I marqués de Pallars en 1491 por Fernando el Católico.
A partir de 1670, el título pasó de la casa de Cardona a la casa de Medinaceli, donde permanece en el tiempo presente.

## Marqueses de Pallars
|                                                                              | Titular                                                                                      | Periodo                                                                      |
| Condado de Pallars Sobirá, creado en el siglo X en la Marca Hispánica.       | Condado de Pallars Sobirá, creado en el siglo X en la Marca Hispánica.                       | Condado de Pallars Sobirá, creado en el siglo X en la Marca Hispánica.       |
| Creado como marquesado en 1491 por el rey Fernando II de Aragón, el Católico | Creado como marquesado en 1491 por el rey Fernando II de Aragón, el Católico                 | Creado como marquesado en 1491 por el rey Fernando II de Aragón, el Católico |
| ---------------------------------------------------------------------------- | -------------------------------------------------------------------------------------------- | ---------------------------------------------------------------------------- |
| I                                                                            | Juan Folch de Cardona                                                                        | 1491-1513                                                                    |
| II                                                                           | Fernando Folc de Cardona                                                                     | 1513-1543                                                                    |
| III                                                                          | Juana Folc de Cardona y Manrique                                                             | 1543-1564                                                                    |
| IV                                                                           | Francisco de Aragón Folc de Cardona                                                          | 1564-1575                                                                    |
| V                                                                            | Juana de Aragón Folc de Cardona "Juana Folc de Cardona"                                      | 1575-1608                                                                    |
| VI                                                                           | Enrique de Aragón Folc de Cardona y Córdoba                                                  | 1608-1640                                                                    |
| VII                                                                          | Luis Ramón de Aragón Folc de Cardona y Córdoba                                               | 1640-1670                                                                    |
| VIII                                                                         | Joaquín de Aragón Cardona Córdoba                                                            | 1670                                                                         |
| IX                                                                           | Catalina Antonia de Aragón Folc de Cardona y Córdoba                                         | 1670-1697                                                                    |
| X                                                                            | Luis Francisco de la Cerda y Aragón                                                          | 1697-1711                                                                    |
| XI                                                                           | Nicolás Fernández de Córdoba y de la Cerda                                                   | 1711-1739                                                                    |
| XII                                                                          | Luis Antonio Fernández de Córdoba y Spínola                                                  | 1739-1768                                                                    |
| XIII                                                                         | Pedro de Alcántara Fernández de Córdoba y Moncada                                            | 1768-1789                                                                    |
| XIV                                                                          | Luis-Tomás Fernández de Córdoba-Figueroa                                                     | 1789-1806                                                                    |
| XV                                                                           | Luis-Joaquín Fernández de Córdoba-Figueroa                                                   | 1806-1840                                                                    |
| XVI                                                                          | Luis (Tomás de Villanueva) Fernández de Córdoba-Figueroa y Ponce de León                     | 1840-1873                                                                    |
| XVII                                                                         | Luis (María de Constantinopla) Fernández de Córdoba-Figueroa de la Cerda y Pérez de Barradas | 1873-1879                                                                    |
| XVIII                                                                        | Luis-Jesús Fernández de Córdoba y Salabert                                                   | 1880-1956                                                                    |
| XIX                                                                          | Victoria Eugenia Fernández de Córdoba y Fernández de Henestrosa                              | 1956-2013                                                                    |
| XX                                                                           | Victoria Elisabeth von Hohenlohe-Langenburg y Schmidt-Polex                                  | 2018-                                                                        |

## Historia de los marqueses de Pallars
- Juan Ramón Folch de Cardona (1446-1513), I marqués de Pallars,[3]  conde de Cardona, elevado en 1491 a I duque de Cardona, VI conde de Prades, vizconde de Vilamur, barón de Entenza, gran condestable y lugarteniente de Aragón.

Casó, en 1467, con Aldonza Enríquez y Quiñones, hermana de Juana Enríquez y tía de Fernando el Católico. De dicho matrimonio nacieron catorce hijos. Le sucedió, en 1513, su hijo:
- Fernando Folc de Cardona (m. 1543), II marqués de Pallars,[4] II duque de Cardona.

Le sucedió su hija:
- Juana Folch de Cardona y Manrique de Lara (1504-1564), III marquesa de Pallars,[5] III duquesa de Cardona.

Le sucedió su hijo:
- Francisco de Aragón Folc de Cardona "Francisco Ramón Folc de Cardona" (1539-1575), IV marqués de Pallars,[5] IV duque de Cardona, III duque de Segorbe.

Le sucedió su hermana:
- Juana de Aragón Folc de Cardona (m. 1608), V marquesa de Pallars,[5] V duquesa de Cardona, IV duquesa de Segorbe.

Le sucedió, en 1608, su nieto (hijo de su hijo Luis Ramón de Aragón, X conde de Prades, 1568-1596):
- Enrique de Aragón Folc de Cardona y Córdoba (1588-1640), VI marqués de Pallars,[6] VI duque de Cardona, V duque de Segorbe y virrey de Cataluña.

Casó en primera nupcias con Juana Enríquez de rojas y en segundas con Catalina Fernánde de Córdoba-Figueroa y Enríquez de Ribera. Sucedió su hijo del segundo matrimonio:
- Luis Ramón de Aragón Folc de Cardona y Córdoba (1608-1670), VII marqués de Pallars,[6] VII duque de Cardona, VI duque de Segorbe.

Casó en primeras nupcias con Mariana de Sandoval y Rojas Manrique, III duquesa de Lerma y VII marquesa de Denia. En segundas nupcias casó en 1660 con María Teresa de Benavides Dávila y Corella. Le sucedió, en 1670, su hijo de su segundo matrimonio:
- Joaquín de Aragón Cardona Córdoba (1667-1670), VIII marqués de Pallars,[7] VIII duque de Cardona, VII duque de Segorbe.

A su fallecimiento, en 1670, se dio un pleito entre su tío, Pedro Antonio Ramón Folch de Cardona (1611-1690) -hermano del VII marqués-, quien no deseaba que los títulos de la Casa de Cardona pasaran a otro linaje, y por otro lado la hermana del fallecido, Catalina Antonia de Aragón Folc de Cardona y Córdoba, quien finalmente ganó el pleito, pasando los títulos a la casa de Medinaceli.  Por tanto, le sucedió, en 1670, su hermana:
- Catalina de Aragón y Sandoval (1635-1697), IX marquesa de Pallars,[7] IX duquesa de Cardona, VIII duquesa de Segorbe.

Casó con Juan Francisco de la Cerda Enríquez de Ribera (1637-1691), VIII duque de Medinaceli, VI duque de Alcalá de los Gazules, etc. Le sucedió, en 1697, su hijo:
- Luis Francisco de la Cerda y Aragón (1660-1711), X marqués de Pallars,[8] IX duque de Medinaceli, X duque de Cardona, etc.

Le sucedió, en 1711, su sobrino (hijo de su hermana Feliche María de la Cerda y Aragón y de su esposo Luis Fernández de Córdoba y Fernández de Córdoba, VII duque de Feria y VII marqués de Priego.
- Nicolás Fernández de Córdoba y de la Cerda (1682-1739), XI marqués de Pallars,[8]  X duque de Medinaceli, XI duque de Cardona, IX duque de Feria, etc.

Casó en Madrid en 30 de septiembre de 1703 con su prima Jeronima María Spínola y de la Cerda (1687-1757), descendiente del VIII duque de Medinaceli, hija de Carlos Felipe Spínola, IV duque de Sesto, IV marqués de los Balbases, IV duque de Santa Severina, duque de Venafro, y de Isabel María de la Cerda y Aragón (1667-1708). Le sucedió, en 1739, su hijo:
- Luis Antonio Fernández de Córdoba y Spínola (1704-1768), XII marqués de Pallars,[9]  XI duque de Medinaceli, XII duque de Cardona, X duque de Feria, etc.

Casó en 1722 con María Teresa de Moncada y Benavides que, en 1727, se convertiría, por muerte de su padre, en la VII  duquesa de Camiña, VII  marquesa de Aytona, y XI  condesa de Medellín. Le sucedió, 1768, su hijo:
- Pedro de Alcántara Fernández de Córdoba y Moncada (1730-1789), XIII marqués de Pallars,[9]  XII duque de Medinaceli, XIII duque de Cardona, XI duque de Feria, VIII duque de Camiña, etc.

Casó con María Francisca Gonzaga di Castiglione, hija de Francesco Gonzaga, I duque de Solferino, con quien tuvo tres hijos. Casó en segundas nupcias con María Petronila Pimentel Cernesio y Guzmán, VIII marquesa de Malpica, VII marquesa de Mancera, IX marquesa de Povar, V marquesa de Montalvo, VII condesa de Gondomar, con quien tuvo siete hijos. Le sucedió, en 1789, su primogénito:
- Luis María de la Soledad Fernández de Córdoba-Figueroa (1749-1806), XIV marqués de Pallars,[11]  XIII duque de Medinaceli, etc.

Casó el 6 de febrero de 1764 con su prima Joaquina María de Benavides y Pacheco Téllez-Girón.  Le sucedió, en 1806, su hijo:
- Luis Joaquín Antonio Fernández de Córdoba-Figueroa (1780-1840), XV marqués de Pallars,[12] XIV duque de Medinaceli, etc.

Casó el 25 de mayo de 1802 con María de la Inmaculada Concepción Ponce de León y Carvajal. Le sucedió, en 1840, su hijo:
- Luis Tomás de Villanueva Fernández de Córdoba-Figueroa y Ponce de León (1813-6 de enero de 1873), XVI marqués de Pallars,[13] XV duque de Medinaceli, etc.

Casó el 2 de agosto de 1848 con Ángela Apolonia Pérez de Barradas y Bernuy (m. 1903).
Le sucedió, en 1873, su hijo:
- Luis (María de Constantinopla) Fernández de Córdoba-Figueroa de la Cerda y Pérez de Barradas (1851-1879), XVII marqués de Pallars,[12] XVI duque de Medinaceli, etc.

Casó en primeras nupcias el 2 de octubre de 1875 con María Luisa Fitz James Stuart y Portocarrero (m. 1876), IX duquesa de Montoro, sin sucesión. Contrajo un segundo matrimonio el 23 de noviembre de 1878 con Casilda Remigia de Salabert y Arteaga (m. 1936), condesa de Ofalia, XI duquesa de Ciudad Real, IX marquesa de Torrecilla. Le sucedió, en 1880, su hijo del segundo matrimonio:
- Luis Fernández de Córdoba y Salabert (1879-1956), XVIII marqués de Pallars,[14] XVII duque de Medinaceli, etc.

Casó el 5 de junio de 1911 con Ana María Fernández de Henestrosa y Gayoso de los Cobos (m. 1938). Contrajo un segundo matrimonio el 22 de diciembre de 1939 con Concepción Rey de Pablo Blanco (m. 1971). Le sucedió en 1956 su hija del primer matrimonio:
- Victoria Eugenia Fernández de Córdoba y Fernández de Henestrosa (1917-2013), XIX marquesa de Pallars,[15] XVIII duquesa de Medinaceli, etc. Le sucedió, en 2018, su bisnieta:

- Victoria Elisabeth von Hohenlohe-Langenburg y Schmidt-Polex (1997), XX marquesa de Pallars,[16] XX duquesa de Medinaceli, etc.

## Árbol genealógico
| Marqueses de Pallars    |
| ----------------------- |
| Titulares Pretendientes |

| |                                                                                                   |                                                                                                   |                                                                                                   |                                                                                                   |                                                                                                   |  |  | Juan Ramón Folch de Cardona, I marqués de Pallars, I duque de Cardona (1446-1513)                       | | | | | |  |  | | | | | | |  |  |  |  |  |  |  |  |  |  |
| |                                                                                                   |                                                                                                   |                                                                                                   |                                                                                                   |                                                                                                   |  |  | | | | | | |  |  | | | | | | |  |  |  |  |  |  |  |  |  |  |
| |                                                                                                   |                                                                                                   |                                                                                                   |                                                                                                   |                                                                                                   |  |  | Fernando Folch de Cardona, II marqués de Pallars, II duque de Cardona († 1543)                          | | | | | |  |  | | | | | | |  |  |  |  |  |  |  |  |  |  |
| |                                                                                                   |                                                                                                   |                                                                                                   |                                                                                                   |                                                                                                   |  |  | | | | | | |  |  | | | | | | |  |  |  |  |  |  |  |  |  |  |
| |                                                                                                   |                                                                                                   |                                                                                                   |                                                                                                   |                                                                                                   |  |  | Juana Folch de Cardona, III marquesa de Pallars, III duquesa de Cardona, duquesa de Segorbe (1504-1564) | | | | | |  |  | | | | | | |  |  |  |  |  |  |  |  |  |  |
| |                                                                                                   |                                                                                                   |                                                                                                   |                                                                                                   |                                                                                                   |  |  | | | | | | |  |  | | | | | | |  |  |  |  |  |  |  |  |  |  |
| |                                                                                                   |                                                                                                   |                                                                                                   |                                                                                                   |                                                                                                   |  |  | | | | | | |  |  | | | | | | |  |  |  |  |  |  |  |  |  |  |
| Francisco de Aragón, IV marqués de Pallars, IV duque de Cardona, III duque de Segorbe (1539-1575)                                             | Francisco de Aragón, IV marqués de Pallars, IV duque de Cardona, III duque de Segorbe (1539-1575) | Francisco de Aragón, IV marqués de Pallars, IV duque de Cardona, III duque de Segorbe (1539-1575) | Francisco de Aragón, IV marqués de Pallars, IV duque de Cardona, III duque de Segorbe (1539-1575) | Francisco de Aragón, IV marqués de Pallars, IV duque de Cardona, III duque de Segorbe (1539-1575) | Francisco de Aragón, IV marqués de Pallars, IV duque de Cardona, III duque de Segorbe (1539-1575) |  |  | Juana de Aragón, V marquesa de Pallars, V duquesa de Cardona, IV duquesa de Segorbe († 1608)            | Juana de Aragón, V marquesa de Pallars, V duquesa de Cardona, IV duquesa de Segorbe († 1608)          | Juana de Aragón, V marquesa de Pallars, V duquesa de Cardona, IV duquesa de Segorbe († 1608)          | Juana de Aragón, V marquesa de Pallars, V duquesa de Cardona, IV duquesa de Segorbe († 1608)          | Juana de Aragón, V marquesa de Pallars, V duquesa de Cardona, IV duquesa de Segorbe († 1608)          | Juana de Aragón, V marquesa de Pallars, V duquesa de Cardona, IV duquesa de Segorbe († 1608)          |  |  | | | | | | |  |  |  |  |  |  |  |  |  |  |
| Francisco de Aragón, IV marqués de Pallars, IV duque de Cardona, III duque de Segorbe (1539-1575)                                             | Francisco de Aragón, IV marqués de Pallars, IV duque de Cardona, III duque de Segorbe (1539-1575) | Francisco de Aragón, IV marqués de Pallars, IV duque de Cardona, III duque de Segorbe (1539-1575) | Francisco de Aragón, IV marqués de Pallars, IV duque de Cardona, III duque de Segorbe (1539-1575) | Francisco de Aragón, IV marqués de Pallars, IV duque de Cardona, III duque de Segorbe (1539-1575) | Francisco de Aragón, IV marqués de Pallars, IV duque de Cardona, III duque de Segorbe (1539-1575) |  |  | Juana de Aragón, V marquesa de Pallars, V duquesa de Cardona, IV duquesa de Segorbe († 1608)            | Juana de Aragón, V marquesa de Pallars, V duquesa de Cardona, IV duquesa de Segorbe († 1608)          | Juana de Aragón, V marquesa de Pallars, V duquesa de Cardona, IV duquesa de Segorbe († 1608)          | Juana de Aragón, V marquesa de Pallars, V duquesa de Cardona, IV duquesa de Segorbe († 1608)          | Juana de Aragón, V marquesa de Pallars, V duquesa de Cardona, IV duquesa de Segorbe († 1608)          | Juana de Aragón, V marquesa de Pallars, V duquesa de Cardona, IV duquesa de Segorbe († 1608)          |  |  | | | | | | |  |  |  |  |  |  |  |  |  |  |
| |                                                                                                   |                                                                                                   |                                                                                                   |                                                                                                   |                                                                                                   |  |  | Luis Ramón de Aragón, X conde de Prades (1568-1596)                                                     | | | | | |  |  | | | | | | |  |  |  |  |  |  |  |  |  |  |
| |                                                                                                   |                                                                                                   |                                                                                                   |                                                                                                   |                                                                                                   |  |  | | | | | | |  |  | | | | | | |  |  |  |  |  |  |  |  |  |  |
| |                                                                                                   |                                                                                                   |                                                                                                   |                                                                                                   |                                                                                                   |  |  | Enrique de Aragón, VI marqués de Pallars, VI duque de Cardona, V duque de Segorbe (1588-1640)           | | | | | |  |  | | | | | | |  |  |  |  |  |  |  |  |  |  |
| |                                                                                                   |                                                                                                   |                                                                                                   |                                                                                                   |                                                                                                   |  |  | | | | | | |  |  | | | | | | |  |  |  |  |  |  |  |  |  |  |
| |                                                                                                   |                                                                                                   |                                                                                                   |                                                                                                   |                                                                                                   |  |  | | | | | | |  |  | | | | | | |  |  |  |  |  |  |  |  |  |  |
| |                                                                                                   |                                                                                                   |                                                                                                   |                                                                                                   |                                                                                                   |  |  | Luis Ramón de Aragón, VII marqués de Pallars, VII duque de Cardona, VI duque de Segorbe (1608-1670)     | Luis Ramón de Aragón, VII marqués de Pallars, VII duque de Cardona, VI duque de Segorbe (1608-1670)   | Luis Ramón de Aragón, VII marqués de Pallars, VII duque de Cardona, VI duque de Segorbe (1608-1670)   | Luis Ramón de Aragón, VII marqués de Pallars, VII duque de Cardona, VI duque de Segorbe (1608-1670)   | Luis Ramón de Aragón, VII marqués de Pallars, VII duque de Cardona, VI duque de Segorbe (1608-1670)   | Luis Ramón de Aragón, VII marqués de Pallars, VII duque de Cardona, VI duque de Segorbe (1608-1670)   |  |  | Pedro Antonio de Aragón, IX marqués de Pallars, IX duque de Cardona, VIII duque de Segorbe (1611-1690) | Pedro Antonio de Aragón, IX marqués de Pallars, IX duque de Cardona, VIII duque de Segorbe (1611-1690) | Pedro Antonio de Aragón, IX marqués de Pallars, IX duque de Cardona, VIII duque de Segorbe (1611-1690) | Pedro Antonio de Aragón, IX marqués de Pallars, IX duque de Cardona, VIII duque de Segorbe (1611-1690) | Pedro Antonio de Aragón, IX marqués de Pallars, IX duque de Cardona, VIII duque de Segorbe (1611-1690) | Pedro Antonio de Aragón, IX marqués de Pallars, IX duque de Cardona, VIII duque de Segorbe (1611-1690) |  |  |  |  |  |  |  |  |  |  |
| |                                                                                                   |                                                                                                   |                                                                                                   |                                                                                                   |                                                                                                   |  |  | Luis Ramón de Aragón, VII marqués de Pallars, VII duque de Cardona, VI duque de Segorbe (1608-1670)     | Luis Ramón de Aragón, VII marqués de Pallars, VII duque de Cardona, VI duque de Segorbe (1608-1670)   | Luis Ramón de Aragón, VII marqués de Pallars, VII duque de Cardona, VI duque de Segorbe (1608-1670)   | Luis Ramón de Aragón, VII marqués de Pallars, VII duque de Cardona, VI duque de Segorbe (1608-1670)   | Luis Ramón de Aragón, VII marqués de Pallars, VII duque de Cardona, VI duque de Segorbe (1608-1670)   | Luis Ramón de Aragón, VII marqués de Pallars, VII duque de Cardona, VI duque de Segorbe (1608-1670)   |  |  | Pedro Antonio de Aragón, IX marqués de Pallars, IX duque de Cardona, VIII duque de Segorbe (1611-1690) | Pedro Antonio de Aragón, IX marqués de Pallars, IX duque de Cardona, VIII duque de Segorbe (1611-1690) | Pedro Antonio de Aragón, IX marqués de Pallars, IX duque de Cardona, VIII duque de Segorbe (1611-1690) | Pedro Antonio de Aragón, IX marqués de Pallars, IX duque de Cardona, VIII duque de Segorbe (1611-1690) | Pedro Antonio de Aragón, IX marqués de Pallars, IX duque de Cardona, VIII duque de Segorbe (1611-1690) | Pedro Antonio de Aragón, IX marqués de Pallars, IX duque de Cardona, VIII duque de Segorbe (1611-1690) |  |  |  |  |  |  |  |  |  |  |
| |                                                                                                   |                                                                                                   |                                                                                                   |                                                                                                   |                                                                                                   |  |  | | | | | | |  |  | | | | | | |  |  |  |  |  |  |  |  |  |  |
| |                                                                                                   |                                                                                                   |                                                                                                   |                                                                                                   |                                                                                                   |  |  | Catalina de Aragón, X marquesa de Pallars, IX duquesa de Cardona, VIII duquesa de Segorbe (1635-1697)   | Catalina de Aragón, X marquesa de Pallars, IX duquesa de Cardona, VIII duquesa de Segorbe (1635-1697) | Catalina de Aragón, X marquesa de Pallars, IX duquesa de Cardona, VIII duquesa de Segorbe (1635-1697) | Catalina de Aragón, X marquesa de Pallars, IX duquesa de Cardona, VIII duquesa de Segorbe (1635-1697) | Catalina de Aragón, X marquesa de Pallars, IX duquesa de Cardona, VIII duquesa de Segorbe (1635-1697) | Catalina de Aragón, X marquesa de Pallars, IX duquesa de Cardona, VIII duquesa de Segorbe (1635-1697) |  |  | Joaquín de Aragón, VIII marqués de Pallars, VIII duque de Cardona, VII duque de Segorbe (1667-1670)    | Joaquín de Aragón, VIII marqués de Pallars, VIII duque de Cardona, VII duque de Segorbe (1667-1670)    | Joaquín de Aragón, VIII marqués de Pallars, VIII duque de Cardona, VII duque de Segorbe (1667-1670)    | Joaquín de Aragón, VIII marqués de Pallars, VIII duque de Cardona, VII duque de Segorbe (1667-1670)    | Joaquín de Aragón, VIII marqués de Pallars, VIII duque de Cardona, VII duque de Segorbe (1667-1670)    | Joaquín de Aragón, VIII marqués de Pallars, VIII duque de Cardona, VII duque de Segorbe (1667-1670)    |  |  |  |  |  |  |  |  |  |  |
| |                                                                                                   |                                                                                                   |                                                                                                   |                                                                                                   |                                                                                                   |  |  | Catalina de Aragón, X marquesa de Pallars, IX duquesa de Cardona, VIII duquesa de Segorbe (1635-1697)   | Catalina de Aragón, X marquesa de Pallars, IX duquesa de Cardona, VIII duquesa de Segorbe (1635-1697) | Catalina de Aragón, X marquesa de Pallars, IX duquesa de Cardona, VIII duquesa de Segorbe (1635-1697) | Catalina de Aragón, X marquesa de Pallars, IX duquesa de Cardona, VIII duquesa de Segorbe (1635-1697) | Catalina de Aragón, X marquesa de Pallars, IX duquesa de Cardona, VIII duquesa de Segorbe (1635-1697) | Catalina de Aragón, X marquesa de Pallars, IX duquesa de Cardona, VIII duquesa de Segorbe (1635-1697) |  |  | Joaquín de Aragón, VIII marqués de Pallars, VIII duque de Cardona, VII duque de Segorbe (1667-1670)    | Joaquín de Aragón, VIII marqués de Pallars, VIII duque de Cardona, VII duque de Segorbe (1667-1670)    | Joaquín de Aragón, VIII marqués de Pallars, VIII duque de Cardona, VII duque de Segorbe (1667-1670)    | Joaquín de Aragón, VIII marqués de Pallars, VIII duque de Cardona, VII duque de Segorbe (1667-1670)    | Joaquín de Aragón, VIII marqués de Pallars, VIII duque de Cardona, VII duque de Segorbe (1667-1670)    | Joaquín de Aragón, VIII marqués de Pallars, VIII duque de Cardona, VII duque de Segorbe (1667-1670)    |  |  |  |  |  |  |  |  |  |  |
| |                                                                                                   |                                                                                                   |                                                                                                   |                                                                                                   |                                                                                                   |  |  | | | | | | |  |  | | | | | | |  |  |  |  |  |  |  |  |  |  |
| Feliche María de la Cerda marquesa de Priego (1657-1709)                                                                                      | Feliche María de la Cerda marquesa de Priego (1657-1709)                                          | Feliche María de la Cerda marquesa de Priego (1657-1709)                                          | Feliche María de la Cerda marquesa de Priego (1657-1709)                                          | Feliche María de la Cerda marquesa de Priego (1657-1709)                                          | Feliche María de la Cerda marquesa de Priego (1657-1709)                                          |  |  | Luis Francisco de la Cerda, IX duque de Medinaceli, X duque de Cardona (1660-1711)                      | Luis Francisco de la Cerda, IX duque de Medinaceli, X duque de Cardona (1660-1711)                    | Luis Francisco de la Cerda, IX duque de Medinaceli, X duque de Cardona (1660-1711)                    | Luis Francisco de la Cerda, IX duque de Medinaceli, X duque de Cardona (1660-1711)                    | Luis Francisco de la Cerda, IX duque de Medinaceli, X duque de Cardona (1660-1711)                    | Luis Francisco de la Cerda, IX duque de Medinaceli, X duque de Cardona (1660-1711)                    |  |  | | | | | | |  |  |  |  |  |  |  |  |  |  |
| Feliche María de la Cerda marquesa de Priego (1657-1709)                                                                                      | Feliche María de la Cerda marquesa de Priego (1657-1709)                                          | Feliche María de la Cerda marquesa de Priego (1657-1709)                                          | Feliche María de la Cerda marquesa de Priego (1657-1709)                                          | Feliche María de la Cerda marquesa de Priego (1657-1709)                                          | Feliche María de la Cerda marquesa de Priego (1657-1709)                                          |  |  | Luis Francisco de la Cerda, IX duque de Medinaceli, X duque de Cardona (1660-1711)                      | Luis Francisco de la Cerda, IX duque de Medinaceli, X duque de Cardona (1660-1711)                    | Luis Francisco de la Cerda, IX duque de Medinaceli, X duque de Cardona (1660-1711)                    | Luis Francisco de la Cerda, IX duque de Medinaceli, X duque de Cardona (1660-1711)                    | Luis Francisco de la Cerda, IX duque de Medinaceli, X duque de Cardona (1660-1711)                    | Luis Francisco de la Cerda, IX duque de Medinaceli, X duque de Cardona (1660-1711)                    |  |  | | | | | | |  |  |  |  |  |  |  |  |  |  |
| Nicolás Fernández de Córdoba, XII marqués de Pallars, X duque de Medinaceli, XI duque de Cardona (1682-1739)                                  |                                                                                                   |                                                                                                   |                                                                                                   |                                                                                                   |                                                                                                   |  |  | | | | | | |  |  | | | | | | |  |  |  |  |  |  |  |  |  |  |
| |                                                                                                   |                                                                                                   |                                                                                                   |                                                                                                   |                                                                                                   |  |  | | | | | | |  |  | | | | | | |  |  |  |  |  |  |  |  |  |  |
| Luis Antonio Fernández de Córdoba, XIII marqués de Pallars, XI duque de Medinaceli, XII duque de Cardona (1704-1768)                          |                                                                                                   |                                                                                                   |                                                                                                   |                                                                                                   |                                                                                                   |  |  | | | | | | |  |  | | | | | | |  |  |  |  |  |  |  |  |  |  |
| |                                                                                                   |                                                                                                   |                                                                                                   |                                                                                                   |                                                                                                   |  |  | | | | | | |  |  | | | | | | |  |  |  |  |  |  |  |  |  |  |
| Pedro de Alcántara Fernández de Córdoba, XIV marqués de Pallars, XII duque de Medinaceli, XIII duque de Cardona (1730-1789)                   |                                                                                                   |                                                                                                   |                                                                                                   |                                                                                                   |                                                                                                   |  |  | | | | | | |  |  | | | | | | |  |  |  |  |  |  |  |  |  |  |
| |                                                                                                   |                                                                                                   |                                                                                                   |                                                                                                   |                                                                                                   |  |  | | | | | | |  |  | | | | | | |  |  |  |  |  |  |  |  |  |  |
| Luis María Fernández de Córdoba, XV marqués de Pallars, XIII duque de Medinaceli, XIV duque de Cardona (1749-1806)                            |                                                                                                   |                                                                                                   |                                                                                                   |                                                                                                   |                                                                                                   |  |  | | | | | | |  |  | | | | | | |  |  |  |  |  |  |  |  |  |  |
| |                                                                                                   |                                                                                                   |                                                                                                   |                                                                                                   |                                                                                                   |  |  | | | | | | |  |  | | | | | | |  |  |  |  |  |  |  |  |  |  |
| Luis Joaquín Fernández de Córdoba, XVI marqués de Pallars, XIV duque de Medinaceli, XV duque de Cardona (1780-1840)                           |                                                                                                   |                                                                                                   |                                                                                                   |                                                                                                   |                                                                                                   |  |  | | | | | | |  |  | | | | | | |  |  |  |  |  |  |  |  |  |  |
| |                                                                                                   |                                                                                                   |                                                                                                   |                                                                                                   |                                                                                                   |  |  | | | | | | |  |  | | | | | | |  |  |  |  |  |  |  |  |  |  |
| Luis Tomás Fernández de Córdoba, XVII marqués de Pallars, XV duque de Medinaceli, XVI duque de Cardona (1813-1873)                            |                                                                                                   |                                                                                                   |                                                                                                   |                                                                                                   |                                                                                                   |  |  | | | | | | |  |  | | | | | | |  |  |  |  |  |  |  |  |  |  |
| |                                                                                                   |                                                                                                   |                                                                                                   |                                                                                                   |                                                                                                   |  |  | | | | | | |  |  | | | | | | |  |  |  |  |  |  |  |  |  |  |
| Luis María Fernández de Córdoba, XVIII marqués de Pallars, XVI duque de Medinaceli, XVII duque de Cardona (1851-1879)                         |                                                                                                   |                                                                                                   |                                                                                                   |                                                                                                   |                                                                                                   |  |  | | | | | | |  |  | | | | | | |  |  |  |  |  |  |  |  |  |  |
| |                                                                                                   |                                                                                                   |                                                                                                   |                                                                                                   |                                                                                                   |  |  | | | | | | |  |  | | | | | | |  |  |  |  |  |  |  |  |  |  |
| Luis Jesús Fernández de Córdoba, XIX marqués de Pallars, XVII duque de Medinaceli, XVIII duque de Cardona (1880-1956)                         |                                                                                                   |                                                                                                   |                                                                                                   |                                                                                                   |                                                                                                   |  |  | | | | | | |  |  | | | | | | |  |  |  |  |  |  |  |  |  |  |
| |                                                                                                   |                                                                                                   |                                                                                                   |                                                                                                   |                                                                                                   |  |  | | | | | | |  |  | | | | | | |  |  |  |  |  |  |  |  |  |  |
| Victoria Eugenia Fernández de Córdoba, XX marquesa de Pallars, XVIII duquesa de Medinaceli (1917-2013) Con sucesión en la casa de Medinaceli. |                                                                                                   |                                                                                                   |                                                                                                   |                                                                                                   |                                                                                                   |  |  | | | | | | |  |  | | | | | | |  |  |  |  |  |  |  |  |  |  |